# Pył (singel)
Pył – pierwszy singel Fisz Emade Tworzywo promujący album Mamut. Gościnnie piosenkę zaśpiewała Justyna Święs z zespołu The Dumplings. Przedpremierowo, 26 września 2014, można było usłyszeć singel w audycji Piotra Stelmacha, Offensywie. Singel w wersji cyfrowej wydano 29 września 2014. Piosenka zdobyła szczyt Listy Przebojów Trójki.

## Notowania
- Lista Przebojów Trójki: 1[3]
- Uwuemka: 12[4]

## Teledysk
Za scenariusz i reżyserię wideoklipu opublikowanego 26 września 2014 odpowiada Marek Skrzecz, za zdjęcia – Damian Kocur.

## Nagrody i wyróżnienia
- Singiel Roku 2014 według portalu musicis.pl – 3. miejsce[6]